# Alfred Hugenberg
Alfred Hugenberg (Hannover, Alemania, 19 de junio de 1865-Kukenbruch, Alemania, 12 de marzo de 1951) fue un político y hombre de negocios alemán, de ideología ultranacionalista y antisemita, que en 1933 colaboró al ascenso de Adolf Hitler al poder.

## Biografía

### Primeras actividades
Hijo de un alto funcionario de la corte de Hannover, que fue después miembro de la asamblea legislativa de Prusia, Hugenberg fue destinado a seguir los pasos de su padre en la alta burocracia. Graduado en economía y leyes por las universidades de Berlín y Gotinga, Hugenberg abrazó pronto la ideología ultranacionalista y colaboró a fundar la organización antisemita Alldeutscher Verband en 1891, en la cual permaneció durante largos años promoviendo el liberalismo económico pero protegiendo a la pequeña burguesía rural y promoviendo el aprovechamiento de tierras para la expansión agraria en el norte de Alemania. 
Tras dedicarse a crear y asesorar sociedades agrícolas con bastante éxito, en 1903 entró al servicio del Ministerio de Finanzas del Reino de Prusia en 1903 como funcionario, pero tras una destacada carrera -aunque breve- en 1909 dejó la administración pública para dedicarse a los negocios como asesor financiero de la firma Krupp AG donde ganó la admiración del ámbito empresarial alemán al aumentar notablemente las utilidades de la empresa en pocos años. Partidario de un paternalismo conservador y autoritario hacia el proletariado, se mostró enemigo de los sindicatos de todo tipo y pronto se enfentó al SPD] y otros partidos izquierdistas.
Hasta 1918 estuvo trabajando en la esfera privada vinculado a la firma Krupp como asesor financiero y de la alta administración, por sus éxitos terminó ganando pronto la confianza del magnate industrial Gustav Krupp. Después de 1918, con la Primera Guerra Mundial ya concluida, decidió intervenir en los negocios por su cuenta, formando a lo largo de la década de 1920 su propio grupo de empresas de comunicación, prensa y cine y convirtiéndose en un empresario de gran fortuna.

### En laRepública de Weimar
Tras la derrota de Alemania en la Primera Guerra Mundial, Hugenberg se afilió al Partido Nacional-Popular Alemán (DNVP), de ideología conservadora, con el que fue miembro de la Asamblea Nacional de Weimar. Fue elegido en 1920 como diputado al Reichstag, conservando su escaño parlamentario hasta el final de la República de Weimar. Hugenberg utilizó ampliamente su conglomerado editorial de periódicos y revistas para difundir la ideología del DNVP, manteniendo sus postulados conservadores y luchando contra los políticos liberales que dominaban el nuevo régimen, adoptando para ello posiciones xenófobas y antisemitas. 
Al igual que otros ultraderechistas, Hugenberg rechazaba el republicanismo basado en la democracia y defendía la política conservadora de los años del Imperio, si bien esto no implicaba promover una restauración de los Hohenzollern. La actividad política de Hugenberg se concentró más bien en cuestionar el parlamentarismo y promover la leyenda de la puñalada por la espalda que daba fundamento a sus ataques virulentos contra el liberalismo y los socialistas.
Tras la derrota del DNVP en las elecciones de 1928, Hugenberg se convirtió en el líder del partido, al que pronto llevó por una línea más radical y de nacionalismo extremo que le llevó a romper con muchos conservadores, manteniendo una firme oposición al liberalismo y al socialismo en todas sus variantes. Esto provocó una escisión de los elementos moderados del partido, que formaron el Partido Conservador Popular (KVP) negándose a sostener las ideas xenófobas y antisemitas de Hugenberg, así como su frontal oposición al Plan Young y al Tratado de Versalles, en tanto Hugenberg seguía defendiendo la resistencia de la extrema derecha alemana contra el pago de las reparaciones de guerra.

### Colaboración con los nazis
Al final de la República de Weimar, Hugenberg ya contaba en el DNVP con un grupo político amplio, pero confinado en su militancia a la clase media y a las élites adineradas, y con poco apoyo entre el proletariado alemán que prefería otros líderes más radicales. El propio Hugenberg era un político influyente entre los medios conservadores pero no tenía dotes de líder político y así lo admitían muchos partidarios suyos: no era un orador destacado, su expresión no generaba confianza ante las masas, y su aspecto personal era más propio de un parlamentario de la época del káiser. 
En 1929 Hugenberg buscó por vez primera una alianza firme con el Partido Nazi de Adolf Hitler para oponerse en el referéndum de dicho año a la imposición del Plan Young sobre Alemania, siendo que ya Hugenberg había expresado hacía años su rechazo a la democracia y al liberalismo político, creyendo urgente instaurar un régimen autoritario conservador para frenar el crecimiento de las izquierdas y restaurar el "poder y prestigio" de Alemania. 
Esta alianza permitió a los nazis beneficiarse de la amplia fortuna de Hugenberg y acceder a la gran propaganda de prensa que éste dominaba mediante su grupo de empresas, combatiendo la propaganda del Partido Socialdemócrata Alemán y del Partido Comunista de Alemania. No obstante, el referéndum de 1929 dio como resultado la aprobación del Plan Young por los electores alemanes, y ante esta situación adversa Hitler y Hugenberg se acusaron mutuamente de la derrota.

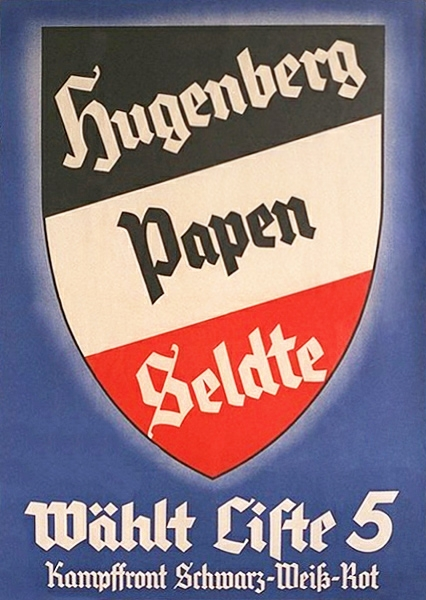
Cartel electoral de 1933: Hugenberg, von Papen y Seldte.

Ante el ascenso electoral del Partido Nazi (NSDAP) a inicios de la década de 1930, Hugenberg planteó nuevamente formar una alianza del DNVP con el NSDAP para lanzar de modo conjunto a Hitler como candidato a la cancillería en las elecciones de junio de 1932, logrando cimentar un acuerdo de "colaboración práctica" entre ambos partidos, que compartían una ideología ultranacionalista y de extrema derecha. 
Cuando se hizo imposible para el canciller Franz von Papen formar un gobierno de mayorías, el DNVP y el NSDAP mantuvieron su alianza para impulsar la elección de Hitler como canciller, lo cual se había frustrado en las elecciones de noviembre de 1932. Entonces Hugenberg aceptó que Hitler asumiera el puesto de Canciller de Alemania al ser evidente su mayor arrastre popular.
Así, Hugenberg colaboró decisivamente con Hitler y alió a los parlamentarios del DNVP en el Reichstag con los del NSDAP, logrando que el débil gobierno de Kurt von Schleicher (sucesor de von Papen desde noviembre de 1932) aceptara presentar la dimisión, con lo cual el presidente Paul von Hindenburg aceptó designar a Hitler como canciller en enero de 1933. Hugenberg apoyó activamente estas maniobras políticas, aun admitiendo que el DNVP se tornara "socio minoritario", pero en premio a su auxilio fue designado después Ministro de Economía y Agricultura del nuevo régimen.

### Alejamiento del poder
Hugenberg aceptó el puesto ministerial esperando que el radicalismo de Hitler pronto menguaría y que tarde o temprano el propio NSDAP podría ser "alineado" con las posiciones del DNVP, esperando Hugenberg convertirse progresivamente en el verdadero poder político detrás de Hitler y "moderar" al líder nazi en sus planteamientos más extremos.
Sin embargo, desde abril de 1933, Hugenberg fue aislado de la jerarquía nazi en tanto su ultranacionalismo iba aparejado con una fuerte adhesión al capitalismo y la libre empresa como base de la industrialización y se opuso de modo firme a diversas propuestas nazis para aumentar drásticamente el control estatal sobre la economía alemana. Los líderes nazis como Joseph Goebbels ya mostraban desagrado de mantener a Hugenberg tan cercano al poder político, mientras otros nazis -subordinados suyos en teoría- como Fritz Reinhardt y Walther Darré forzaron diversas disposiciones gubernamentales en materia económica que Hugenberg jamás habría aceptado. Así el 29 de junio del mismo año Hugenberg fue obligado a renunciar a su cargo, mientras el aún minoritario DNVP se disolvía y varios de sus militantes entraban en el NSDAP.
Hugenberg continuó dedicado a los negocios, pero tras su salida del gobierno alemán en 1933 resultó apartado de toda influencia política, pues aunque era diputado en el Reichstag dicha asamblea perdió toda relevancia en pocos meses. Hugenberg debió aceptar que parte de sus negocios de prensa fueran expropiados por el régimen nazi. En 1943 Hugenberg debió vender a la editorial del Partido nazi, Eher Verlag, lo que quedaba de su imperio editorial, aunque ganando a cambio participaciones en las ganancias de las industrias siderúrgicas del Ruhr, con lo cual conservó su fortuna. 
Tras el fin de la Segunda Guerra Mundial en 1945, Hugenberg fue detenido e internado por las autoridades militares británicas en septiembre de 1946 acusado de colaboración con el nazismo y fue sujeto a desnazificación, aunque debido a su avanzada edad y mal estado de salud fue liberado poco después sin llegar a ser procesado, siendo catalogado como "compañero de ruta" y no como cómplice, dedicando sus últimos años a defender su reputación y negar toda responsabilidad por los desastres del nazismo. Hugenberg murió en su casa de Extertal localidad de Westfalia en el año 1951.